# Föderation deutschsprachiger Anarchist*innen

Logo der Föderation deutschsprachiger Anarchist*innen

Die Föderation deutschsprachiger Anarchist*innen (FdA) besteht aus anarchistischen Gruppen und Einzelpersonen aus Deutschland und der Schweiz. Sie ist nach dem Vorbild einer anarchistischen Föderation aufgebaut und in der Internationale der Anarchistischen Föderationen organisiert.

## Geschichte

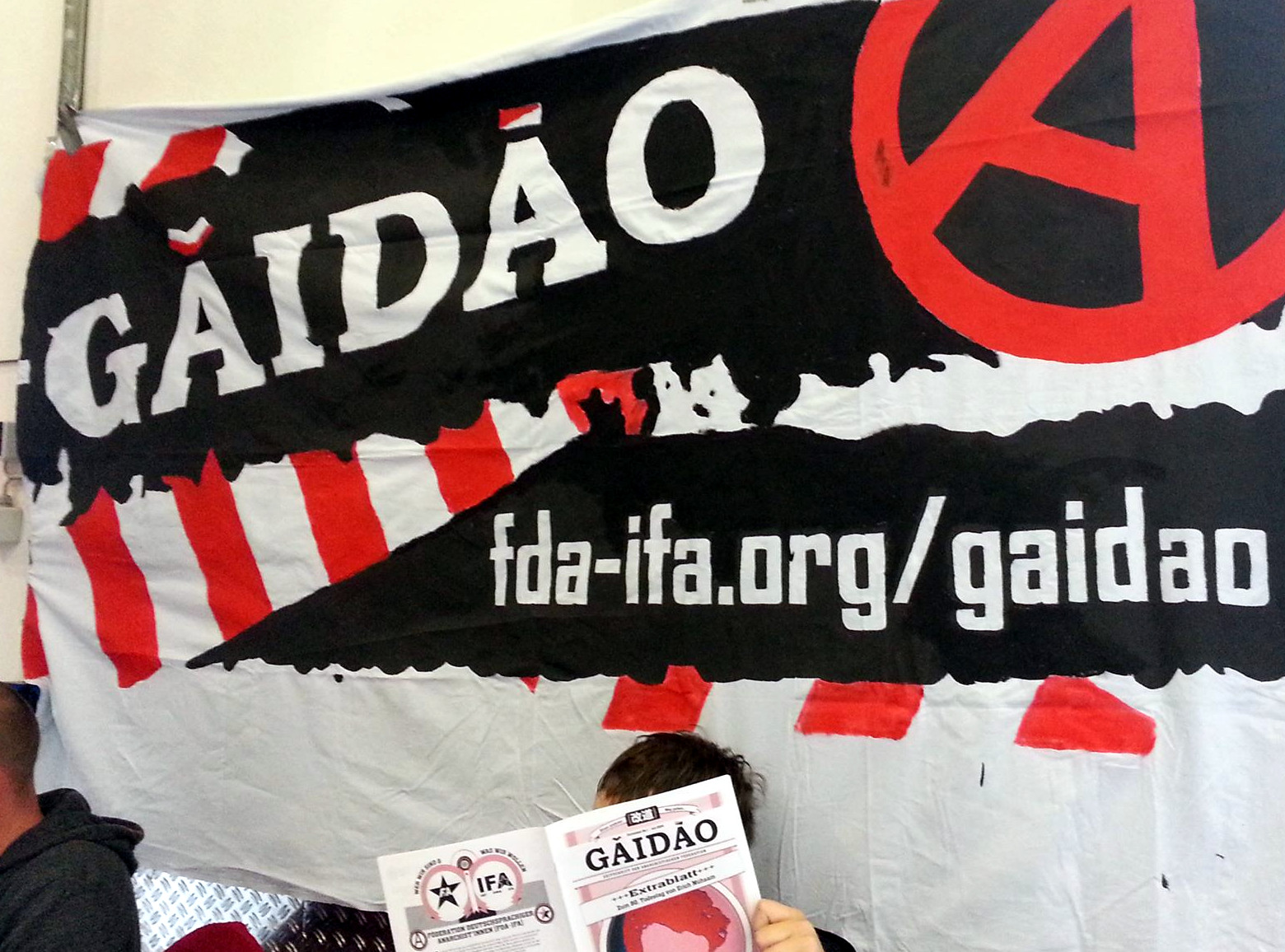
Transparent der Gǎidào auf der Libertären Medienmesse 2014

Seit den 1960er Jahren gab es in der BRD, über die lokalen anarchistischen Gruppen hinaus, immer wieder Ansätze zur Bildung anarchistischer Organisationen. Es bildeten sich immer wieder lokale und regionale Netzwerke, Föderationen, Zeitungsgruppen, Initiativen, Kommunen, selbstverwaltete Betriebe und andere. Der Aufbau einer länderübergreifenden Föderation jedoch gelang trotz diverser Versuche bislang nicht und auch die meisten anderen Organisationsansätze erwiesen sich allzu oft als recht kurzlebig. Am stabilsten waren bisher richtungsspezifische Organisationen wie die Graswurzelbewegung mit der Föderation Gewaltfreier Aktionsgruppen, der es aufgrund ihrer mehr oder minder eingeschränkten Zielgruppen und Wirkungsbereiche nur sehr bedingt gelingen konnte, die Aufgaben eines nicht vorhandenen richtungsübergreifenden anarchistischen Netzwerks in Deutschland stellvertretend auszufüllen.
Den derzeit letzten Versuch eine richtungsübergreifende anarchistische Föderation im deutschsprachigen Gebiet aufzubauen, startete 1989 die I-AFD (Initiative für eine anarchistische Föderation in Deutschland). Bewusst als Initiativgruppe und nicht als Föderation auftretend, um von vornherein Anfeindungen durch den Vorwurf des Anspruchs auf „Alleinvertretung“ oder Ähnliches zu vermeiden, versuchte die I-AFD einerseits ein Netzwerk der bestehenden Gruppierungen anzustoßen und andererseits eine bessere Ansprechbarkeit und Integration der zahlreichen Einzelpersonen zu ermöglichen. Ziel sollte insbesondere eine Steigerung der Wirksamkeit der Aktivitäten, eine stärkere Präsenz in der Öffentlichkeit und ein besserer Informationsfluss sein.
Obwohl nur eine Initiative, wurde die I-AFD in die Internationale der anarchistischen Föderationen (IFA) aufgenommen, um auch die anarchistische Bewegung im deutschsprachigen Gebiet wieder in den internationalen Anarchismus einzubinden.
Im Jahr 2000 wurde bei einem letzten Treffen nach einer Analyse des Zustands, der Mängel, aber auch der Potenziale und Chancen der anarchistischen Bewegung im deutschsprachigen Gebiet der Versuch I-AFD beendet. Die verbliebenen Aktiven gründeten im Anschluss das Forum deutschsprachiger Anarchistinnen und Anarchisten (FdA), um die aufgebauten internen und internationalen Kontakte aufrechterhalten zu können und weiterhin eine Basis für ein anarchistisches Leben zu ermöglichen.
Ostern 2003 fand das Internationale SekretärInnen-Treffen der IFA (Crifa) erstmals im deutschsprachigen Raum statt. Motiviert durch die Berichte von und direkten Kontakte zu Anarchisten aus anderen Ländern auf dem Treffen entstand daraufhin aus dem lockeren Netzwerk „Anarchistisches Regionaltreffen Rhein-Neckar-Pfalz“ die „Anarchistische Föderation Rhein-Neckar-Pfalz (AF RNP)“. Als regionale Föderation hat sie sich dem FdA angeschlossen. Durch eine Vernetzungsinitiative der AF RNP im Sommer 2003 konnten weitere Kontakte zu anarchistischen Gruppen im deutschsprachigen Raum geknüpft werden.
Auf dem Jahrestreffen der FdA in Elmstein, Februar 2004, wurden die Strukturen, Grundsätze und Ziele des FdA konkretisiert und ein Maßnahmenkatalog für den weiteren Aufbau und die Arbeit erstellt. Auf den beiden Kongressen in Köln 2005 wurde eine Prinzipienerklärung mit Statuten erarbeitet und angenommen. Seitdem findet unregelmäßig ein Kongress an verschiedenen deutschsprachigen Orten statt. Das FdA hatte 2008 etwa fünf Gruppen und 80 Personen als Mitglieder in Deutschland und der Schweiz. Im November 2012 verdoppelte das FdA ihre Zahl lokaler Gruppen mit dem Beitritt des Anarchistischen Netzwerks Südwest auf über 20. Mit dem A4 Druckerei-kollektiv aus Zürich im selben Monat wurde der erste Betrieb Mitglied des FdA. 2013 benannte sich das Forum in Föderation deutschsprachiger Anarchist*innen um.

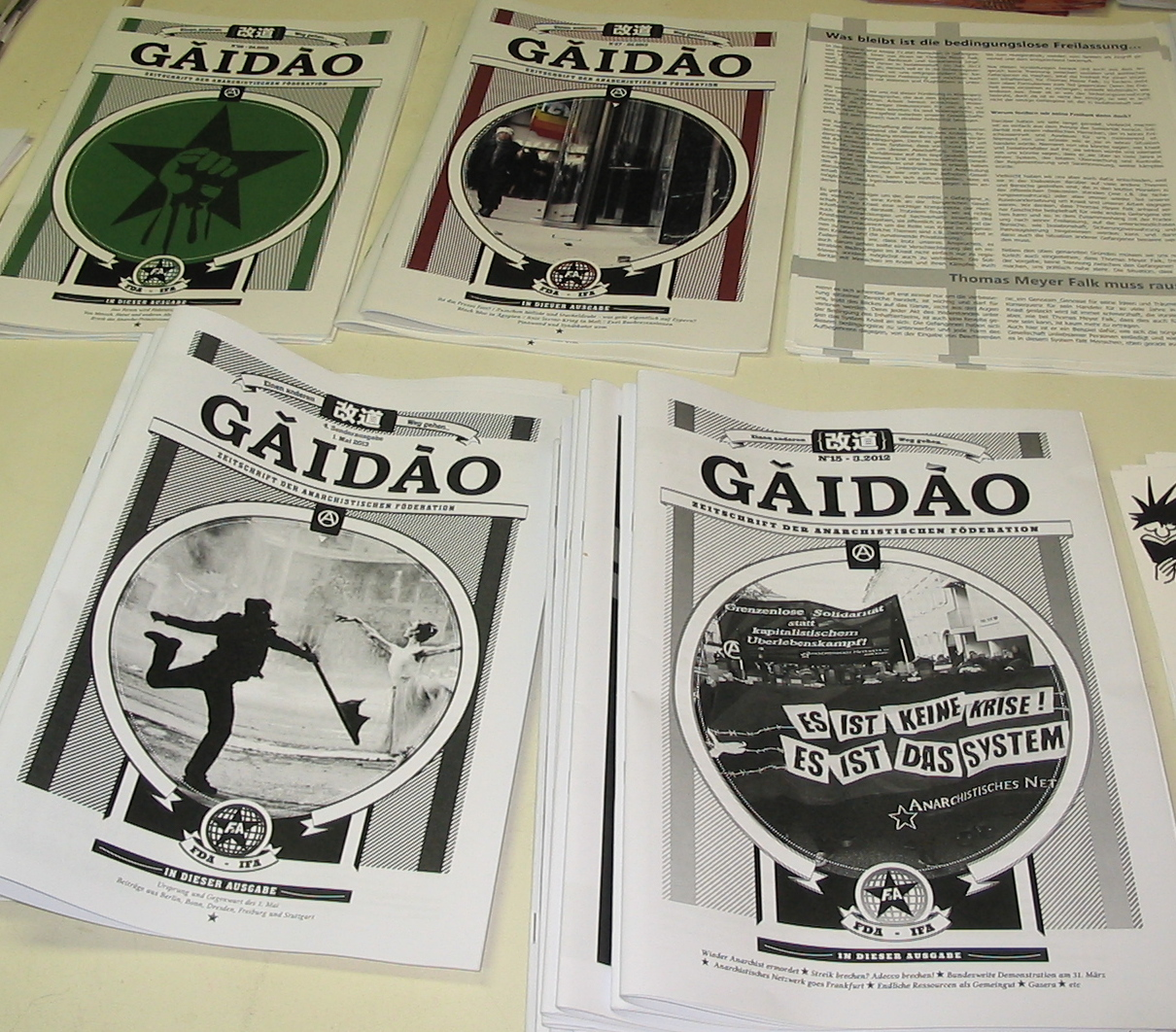
Verschiedene Ausgaben der Gǎidào

Ab Januar 2011 gab die FdA die Gǎidào (chin.: einen anderen Weg gehen) als Zeitung der anarchistischen Föderation (FdA-IFA) heraus. Sie erschien monatlich als Onlinemagazin und war seit Januar 2013 auch in gedruckter Form erhältlich. Bis zum Stopp der regelmäßigen Veröffentlichung im Juli 2021 erschienen 115 Ausgaben. Unter Vorbehalt sollten künftig anlassbezogene Sonderausgaben erscheinen.

## Verfassungsschutz
Vom Landesamt für Verfassungsschutz des Landes Baden-Württemberg wurde die Vereinigung in den Berichten von 2016, 2017 und 2019 aufgeführt und als linksextremistisch eingeordnet. Im Bericht von 2023 taucht der Begriff „Anarchismus“ nurmehr in einer Definition auf, nach der er politische Ideen und Bewegungen umfasse, deren Ziel die Etablierung einer herrschaftsfreien Gesellschaft sei. Im Zentrum anarchistischer Vorstellungen stehe individuelle Freiheit, sowie die Ablehnung jeglicher Repräsentationsformen und damit staatlicher Strukturen.

## Föderierte Mitglieder und assoziierte Projekte 2020
| Mitgliedsgruppe                                               | Lokale Föderation                    |
| ------------------------------------------------------------- | ------------------------------------ |
| A & O – Anarchistische Aktion und Organisierung aus Kassel    | keine                                |
| A-Radio Berlin                                                | Berlin                               |
| about:fem - anarcha-feministische Gruppe aus Köln             | keine                                |
| Anarchistische Gruppe Dortmund                                | Anarchistische Föderation Rhein/Ruhr |
| Anarchistische Gruppe Krefeld                                 | Anarchistische Föderation Rhein/Ruhr |
| Anarchistische Gruppe Östliches Ruhrgebiet                    | Anarchistische Föderation Rhein/Ruhr |
| Anarchistisches Kollektiv Köln                                | Anarchistische Föderation Rhein/Ruhr |
| fabzi – feministische und anarchistische Broschüren und Zines | Anarchistische Föderation Rhein/Ruhr |
| Infoladen Wuppertal                                           | Anarchistische Föderation Rhein/Ruhr |
| Infotisch Dortmund                                            | Anarchistische Föderation Rhein/Ruhr |
| Li(e)beration                                                 | Anarchistische Föderation Rhein/Ruhr |
| LilaLautstark (Dortmund)                                      | Anarchistische Föderation Rhein/Ruhr |
| Anarchistisches Forum Ostwestfalen-Lippe                      | keine                                |
| Anarchistische Gruppe Freiburg                                | Anarchistisches Netzwerk Südwest*    |
| Anarchistische Gruppe Mannheim                                | Anarchistisches Netzwerk Südwest*    |
| Anarchistische Initiative Kaiserslautern                      | Anarchistisches Netzwerk Südwest*    |
| Anarchistische Initiative Ortenau                             | Anarchistisches Netzwerk Südwest*    |
| Libertäre Gruppe Karlsruhe                                    | Anarchistisches Netzwerk Südwest*    |
| Libertäres Bündnis Ludwigsburg                                | Anarchistisches Netzwerk Südwest*    |
| nigra (Einzelmitglied)                                        | Anarchistisches Netzwerk Südwest*    |
| ASJ Bonn                                                      | keine                                |
| ASJ Göttingen                                                 | keine                                |
| ASJ Leipzig                                                   | keine                                |
| Auf der Suche - Anarchistische Gruppe Nürnberg                | keine                                |
| Anarchistische Gruppe Neukölln                                | keine                                |
| Anarchistisches Kaffeekränzchen                               | Berlin                               |
| Anarchistisches Kollektiv Glitzerkatapult                     | keine                                |
| Anarchistisches Radio Berlin                                  | keine                                |
| Interessenkreis Dokumentation                                 | Libertäres Netzwerk Dresden          |
| Schwarz-Rote Bergsteiger_innen                                | Libertäres Netzwerk Dresden          |
| Initiative Anarchistische Bewegung Frankfurt                  | keine                                |
| lava muc – Anarchistische Assoziation                         | keine                                |
| Schwarz Lila Antifa (Thüsterberg)                             | keine                                |
| A4 unplugged Zürich                                           | keine                                |
| Karakök Autonome                                              | keine                                |

| Assoziierte Projekte          |
| ----------------------------- |
| Allgemeines Syndikat Dresden  |
| Anarchistisches Forum Köln    |
| Black Pigeon (Dortmund)       |
| F54-Siebdruckkollektiv Berlin |
| IT-Kollektiv                  |
| Schwarze Ruhr-Uni             |